# Sen v červeném domě

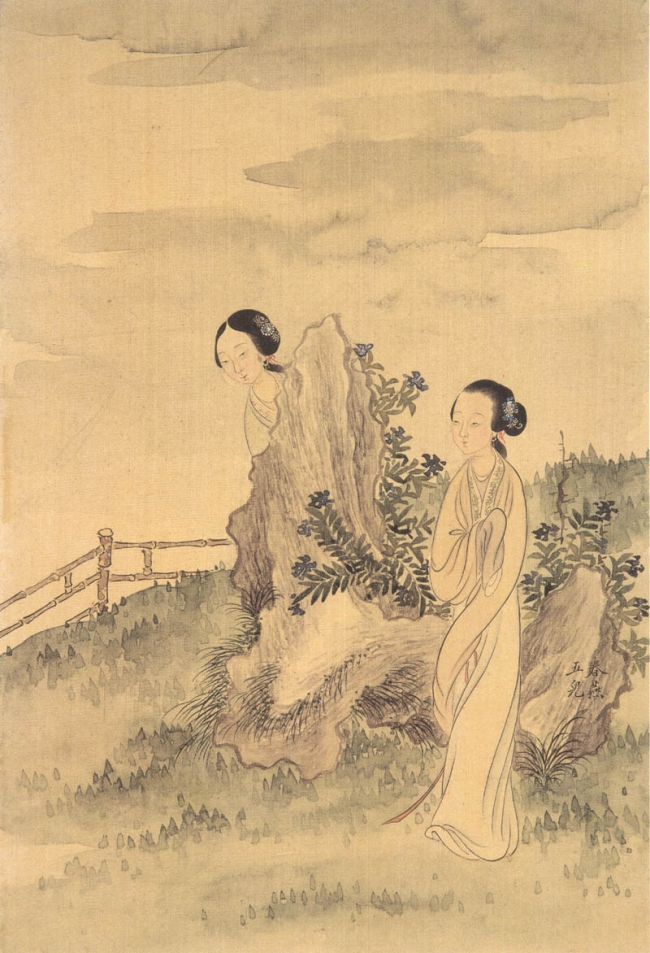
Ilustrace k románu, autor Kaj Čchi (1773–1828)

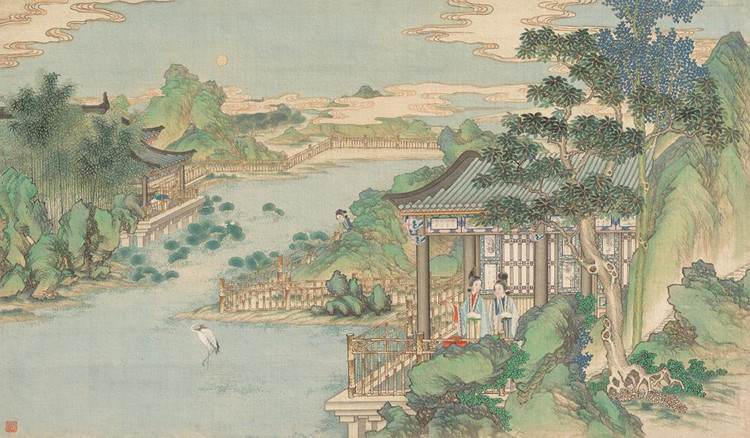
Ilustrace k románu, autor Sun Wen (1818–1904)

Sen v červeném domě (čínsky: český přepis Chung-lou-men, v transkripci pinyin Hóng Lóu Mèng, znaky 红楼梦) je jeden ze čtyř klasických čínských románů, jehož autorem je čínský spisovatel Cchao Süe-čchin (asi 1715 – asi 1764).

## Vznik a charakter díla
Je známo, že autor psal knihu po jednotlivých kapitolách, které pak nechával kolovat mezi rodinou a přáteli, nezřídka výměnou za jídlo a víno, jemuž dle mnoha svědectví holdoval nadmíru. 
Za autorova života román tiskem nevyšel. Byl zprvu znám pouze z opisů nedokončeného rukopisu o osmdesáti kapitolách pod názvem Vyprávění kamene (Š’-tchou ťi), získal však záhy velkou proslulost. První knižní vydání z roku 1791 (tedy 28 let po autorově smrti) pak bylo jeho editory rozšířeno o dalších čtyřicet kapitol, o kterých oni sami v úvodu ke knize tvrdí, že je postupně objevili u různých antikvářů. Již v jejich době však existovalo podezření, že těchto čtyřicet kapitol dokončil v autorově duchu jeden z editorů, spisovatel Kao O (asi 1738 – asi 1815), který také celý román opatřil novým jménem Sen v červeném domě. Roku 1959 byl však objeven manuskript datovaný do roku 1755, který obsahuje celý text románu. To svědčí o tom, že předmluva editorů nebyla mystifikací a že autorem celého textu je Cchao Süe-čchin.
Jednou ze záhad kolem románu rovněž je, jak moc byl cenzurně upravován a proč. Mnohé postavy měly své reálné předobrazy a jejich satirický popis údajně budil nevoli, neboť někteří se v díle poznali, i když měly postavy jiná jména.
Autor vyšel z tradice čínských lidových románů, jejichž formální postupy (míšení verše a prózy, dělení na vypointované kapitoly, kdy již název je stručným obsahem, fantastické a pohádkové motivy) spojil se sugestivním lyrismem a dokonalým pochopením lidské psychiky (obdivuhodně vystihl zejména jemnost, proměnlivost a složitost ženské duše). Jde o první čínský literární text, který lze označit za psychologický. Román je napsán spisovným lidovým jazykem paj-chua v jeho vrcholné podobě, což umožňovalo, aby byl čten i mimo vrstvu vzdělanců, které byl primárně určen.
Průkopnické je zobrazení žen v románu. Autor sám v knize uvádí, že toto zobrazení ho přimělo knihu vůbec napsat. Když se prý jednoho dne ohlédl za svým životem, zjistil, že všechny jeho milenky a přítelkyně byly o mnoho lepšími lidmi než on, a chtěl toto uvědomění nějak zaznamenat a vzpomínku na všechny tyto ženy uchovat. „Nesmím, jen kvůli tomu, abych schoval své nedostatky, nechat tyto nádherné dívky upadnout v zapomnění", píše vypravěč knihy.
Velkým tématem je vztah fikce a reality. Autor si také zajímavým způsobem pohrává s postavou vypravěče, v jehož jméně je skryté slovo „falešný", což přitahuje postmoderní teoretiky a autory. Podobně autor pracuje i se jmény jiných postav v knize. Kniha je prodchnuta tradiční čínskou vírou v osud a předurčenost, pracuje také s minulými životy. Velkou roli hraje rovněž symbolika.

## Obsah románu
Román, vyprávějící o úpadku rodiny konfuciánské džentry, má silné autobiografické rysy, neboť autor do něj přetavil své pocity deziluze a marnosti, plynoucí z jeho osobního života (mládí prožil bez rodičů a v dospělosti přišel o manželku i syna). Náplní románu jsou osudy Pao-jüho (Vzácného Nefritu), dospívajícího syna (12-13 let) bohaté a císaři blízké rodiny Ťia, a několika dívek žijících s ním v jednom domě, přičemž hlavní dějová linie je tvořena tragickým milostným příběhem hlavního hrdiny a jeho sestřenice Taj-jü, kterým tradiční velká rodina přísně dodržující zásady konfuciánské morálky, nedovolí jejich vztah naplnit. Taj-jü je v románu líčena jako božsky krásná, sentimentální, sarkastická a s vysokou úrovní sebeúcty. Působí také křehce a zranitelně, kvůli své štíhlosti a také respiračnímu onemocnění. Je popisována jako nekonvenční a upřímná, v kontrastu s jejím protipólem, dívkou, se kterou se má hlavní hrdina oženit. Ta je svázána tradičními pravidly a projevuje se tudíž velmi opatrně. Vypravěč jí však také obdivuje, označuje ji za krásnou a moudrou, přitahuje ho rovněž její tělesnost (má výraznější ženské tvary než Taj-jü). Napětí v tomto trojúhelníku postav je emocionálním jádrem románu, obvykle bývá označován za milostný.
V románu vystupuje 421 postav (40 je hlavních) ze všech tehdejších společenských vrstev. Dílo je tak kompletní mozaikou života v tehdejší Číně, protože jeho děj zahrnuje prakticky všechny jeho aspekty. Odehrává se na císařském dvoře a v šlechtických palácích, popisuje ale i život úředníků, služek, nádeníků, řemeslníků, mnichů, obchodníků i rolníků, zachycuje ceremonie nejvyšších vrstev, herecká představení, zabývá se pěstováním květin, léčením i věštěním. Toto vše se děje na symbolickém pozadí procesu rozkladu Pao-jüovy rodiny, který je líčen s obrovskou nostalgií nad koncem velké kultury a s nesmiřitelným odsouzením pokrytecké morálky společnosti.

## Ohlas
Společně s Příběhy Tří říší, Příběhy od jezerního břehu a s Putováním na západ bylo dílo zařazeno mezi čtyři klasické romány čínské literatury a je považováno za vyvrcholení klasické epochy čínské prózy. Řada pikantních témat (dospívání, touha, incest) však vyvolávala v čínské společnosti i kritické postoje. K velkým kritikům knihy patřil například reformátor konce 19. století Liang Čchi-čchao, který ji označoval za "podněcování ke chtíči" a doporučoval, aby Číňané četli raději evropské romány, které shledával společensky odpovědnější. Mao Ce-tung prohlásil, že román četl pětkrát a měl by tak učinit každý Číňan. Navzdory tomu byl román předmětem útoků během kulturní revoluce. Po odeznění těchto výstřelků však začal být znovu ceněn, marxističtí kritici viděli v románu hlavně odhalení korupce feudální společnosti a zdůraznění střetu mezi třídami. Západ knihu objevil hlavně ve druhé polovině 20. století. Kritik Anthony West v časopise The New Yorker v roce 1958 napsal, že román je pro Číňany „tím, čím jsou Bratři Karamazovovi pro ruskou a Hledání ztraceného času pro francouzskou literaturu“, a že „je nepochybné, že jde o jeden z největších románů všech dob".  Knihou byl ohromen argentinský spisovatel Jorge Louis Borges a označil ji za knihu tisíciletí. Do češtiny knihu přeložil sinolog Oldřich Král na konci 80. let, pro nakladatelství Odeon.

## Česká vydání
- Sen v červeném domě, Odeon, Praha 1986-1988, přeložil Oldřich Král, román vyšel ve třech dílech:
  - Sen v červeném domě 1. 1986,
  - Sen v červeném domě 2. 1988,
  - Sen v červeném domě 3. 1988.